# Hésingue
Hésingue es una comuna francesa situada en la circunscripción administrativa de Alto Rin y, desde el 1 de enero de 2021, en el territorio de la Colectividad Europea de Alsacia, en la región de Gran Este.

## Demografía
| 1461 | 1499 | 1657 | 1632 | 1713 | 1921 | 2804 |
| Para los censos de 1962 a 1999 la población legal corresponde a la población sin duplicidades (Fuente: INSEE [Consultar]) |      |      |      |      |      |      |

## Localidades hermanadas
- Grenade-sur-l'Adour,  Francia